# Airbus UK Broughton FC
Az Airbus UK Broughton FC (walesi nyelven: Clwb Pêl-droed Airbus UK Brychdyn) walesi labdarúgóklub, amely az első osztályban szerepel. Székhelye Broughton városában található, Chestertől nem messze. Hazai mérkőzéseit első élvonalbeli szezonjában a Conwy United pályáján rendezte, mivel labdarúgó-stadionja, az 1500 férőhelyes (ebből 600 ülőhely) The Hollingsworth Group Stadium (korábbi nevén The Airfield) nem felelt meg a Walesi labdarúgó-szövetség követelményeinek, mivel a közeli repülőtér kifutópályájának világítása érdekes körülményeket idézhet elő. A csapat először 2004-ben jutott fel az élvonalba.
A csapatot a közeli repülőgépalkatrész-gyártó cég (Airbus UK) alkalmazottjai alapították gyári csapatként, amely ma a klub legfőbb támogatójává lépett elő, ezért becenevei a The Wingmakers és a The Planemakers.

## Története
1946-ban alakult, a történelem során 7 különböző néven futott, ami rendre attól függött, hogy ki volt a gyár aktuális tulajdonosa. Vickers-Armstrong néven alakult, de hívták de Havillandsnak, Hawker Siddeleynek, British Aerospacenek és BAE Systemsnek is.
A klub a kezdetekben a Chester területi bajnokságban és a Wrexham körzeti ligában szerepelt. A klub az 1991–92-es szezonban megnyerte az ötödosztály wrexhami csoportját, a szezon 34 meccséből 28-on győzelmet arattak, 134 gólt szereztek. Azután négy évet töltöttek a negyedosztályban, mielőtt az 1995–96-os szezonban ezüstérmesként fel nem jutottak a walesi harmadosztályba. A klub négy évet töltött a harmadosztályban, mielőtt az 1999–2000-es szezon végén feljutottak a Cymru Alliance névre hallgató második ligába, 30 meccsükből 21-en begyűjtötték a 3 pontot. Ezzel egybeesett a névváltoztatás is: a klub felvette az Airbus UK nevet.

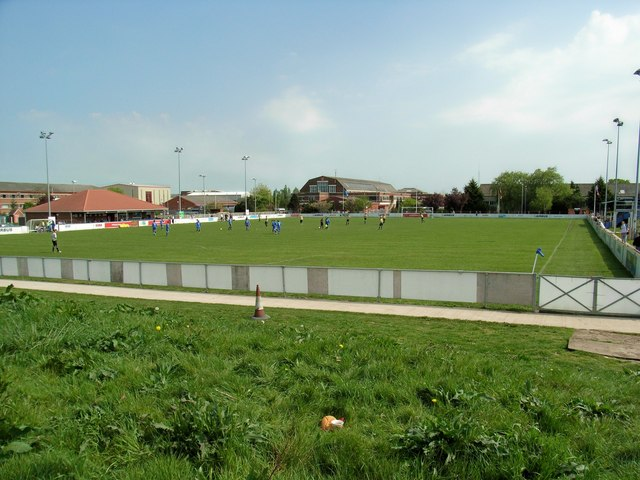
The Airfield, a csapat stadionja

A másodosztályban is négy szezont töltöttek: 11.; 8. és 5. helyen végeztek, mielőtt a 2003–04-es szezon végén bajnoki címet és a walesi labdarúgás legmagasabb osztályába jutást ünnepelhettek.
Az Airbus első Premier League-idénye kijózanító volt: a csapat 32 meccsen csak 21 pontot szerzett, pár fordulóval az idény vége előtt az utolsó helyen szerénykedett. A csapatot fljutásra vezető Rob Lythe menedzser 2005 februárjában felmondott, időhiányra hivatkozva.
A Planemakers végül azzal maradt bent, hogy az utolsó fordulóban megverték a területi rivális Connah's Quay Nomadsot, továbbá a  and a Caersws 1–0-ra kikapott.
Az Airbus második WPL-szezonjában ígéretesen kezdett, a Ligakupában csak az elődöntőben verte ki őket a TNS Llansantffraid.
A 2007–08-as szezon kezdetén a klub ismét nevet váltott, beleszőve a falujuk elnevezését, az új név "Airbus UK Broughton FC" lett. Az UEFA szponzorálási szabályai miatt a klub neve a nemzetközi sorozatokban "AUK Broughton" volt.
Az Airbus UK Broughton eljutott odáig, hogy a kiesés elkerülése helyett rendszeresen a díjakért küzd.

## Korábbi nevei
- Vickers-Armstrong
- Havillands
- Hawker Siddeley
- British Aerospace
- BAE Systems

2000 óta jelenlegi nevén szerepel.

## Sikerek
- Welsh National League (Wrexham Area) Division Two (ötödosztály) győztes: 1991–92.
- Welsh National League (Wrexham Area) Division One (negyedosztály) ezüstérmes: 1995–96.
- Welsh National League (Wrexham Area) Premier Division (harmadosztály) győztes: 1999–2000.
- Cymru Alliance (másodosztály) győztes: 2003–04.
- Welsh Premier League (első osztály) ezüstérmes: 2012-13

## Jelenlegi keret
2014. augusztus 18. szerint
| #  |     | Poszt | Név           |
| -- | --- | ----- | ------------- |
| 3  | ENG | V     | Lewis Short   |
| 4  | WAL | V     | Mike Pearson  |
| 5  | ENG | V     | Ian Kearney   |
| 6  | ENG | KP    | Tom Field     |
| 7  | ENG | V     | Andy Jones    |
| 8  | ENG | KP    | Glenn Rule    |
| 9  | SCO | CS    | Chris Budrys  |
| 11 | ENG | KP    | Ryan Wade     |
| 12 | ENG | KP    | Jordan Barrow |

| #  |     | Poszt | Név             |
| -- | --- | ----- | --------------- |
| 14 | ENG | KP    | Michael Roddy   |
| 15 | ENG | KP    | Ellis Healing   |
| 16 | ENG | CS    | Ryan Wignalll   |
| 17 | WAL | KP    | Ashley Williams |
| 18 | WAL | KP    | James Owen      |
| 19 | ENG | V     | Jonny Spittle   |
| 20 | ENG | KP    | Aaron Hassall   |
| 21 | ENG | K     | James Coates    |
| 22 | ENG | KP    | Matty McGinn    |
| 26 | ENG | V     | Lee Owens       |

### Kölcsönben
| # |     | Poszt | Név                             |
| - | --- | ----- | ------------------------------- |
| 1 | ENG | K     | Connor Wearing (a Llandudnonál) |

## Európai kupaszereplés
| Szezon  | Kiírás      | Forduló         | Ellenfél     | Otthon | Idegenben | Összesen                         |
| ------- | ----------- | --------------- | ------------ | ------ | --------- | -------------------------------- |
| 2013–14 | Európa-liga | 1. selejtezőkör | Ventspils    | 1–1    | 0–0       | 1–1 (idegenben lőtt több góllal) |
| 2014–15 | Európa-liga | 1. selejtezőkör | FK Haugesund | 1–1    | 1–2       | 2–3                              |

## Stzakmai stáb
2014. március 1. szerint
- Sportigazgató: Andy Preece
- Segédedzők: Andy Morrison, Andrew Thomas

### Korábbi menedzserek
- Garry Wynne (2005. február–június 5.)
- Gareth Owen (2005. június 5.–június 8.)
- Craig Harrison (2008. július–11)
- Darren Ryan (2011)
- Andy Preece (2012. január 17.–)